# Jacopo Chimenti
Pour les articles homonymes, voir Chimenti.
Jacopo Chimenti dit Jacopo da Empoli ou encore L'Empoli (du nom de la cité natale de son père) (Florence, 30 avril 1551 - 30 septembre 1640) est un peintre italien maniériste de la Renaissance tardive, actif dans la seconde moitié du XVIe et la première du XVIIe siècle, dont l'œuvre se rattache à l'école florentine.

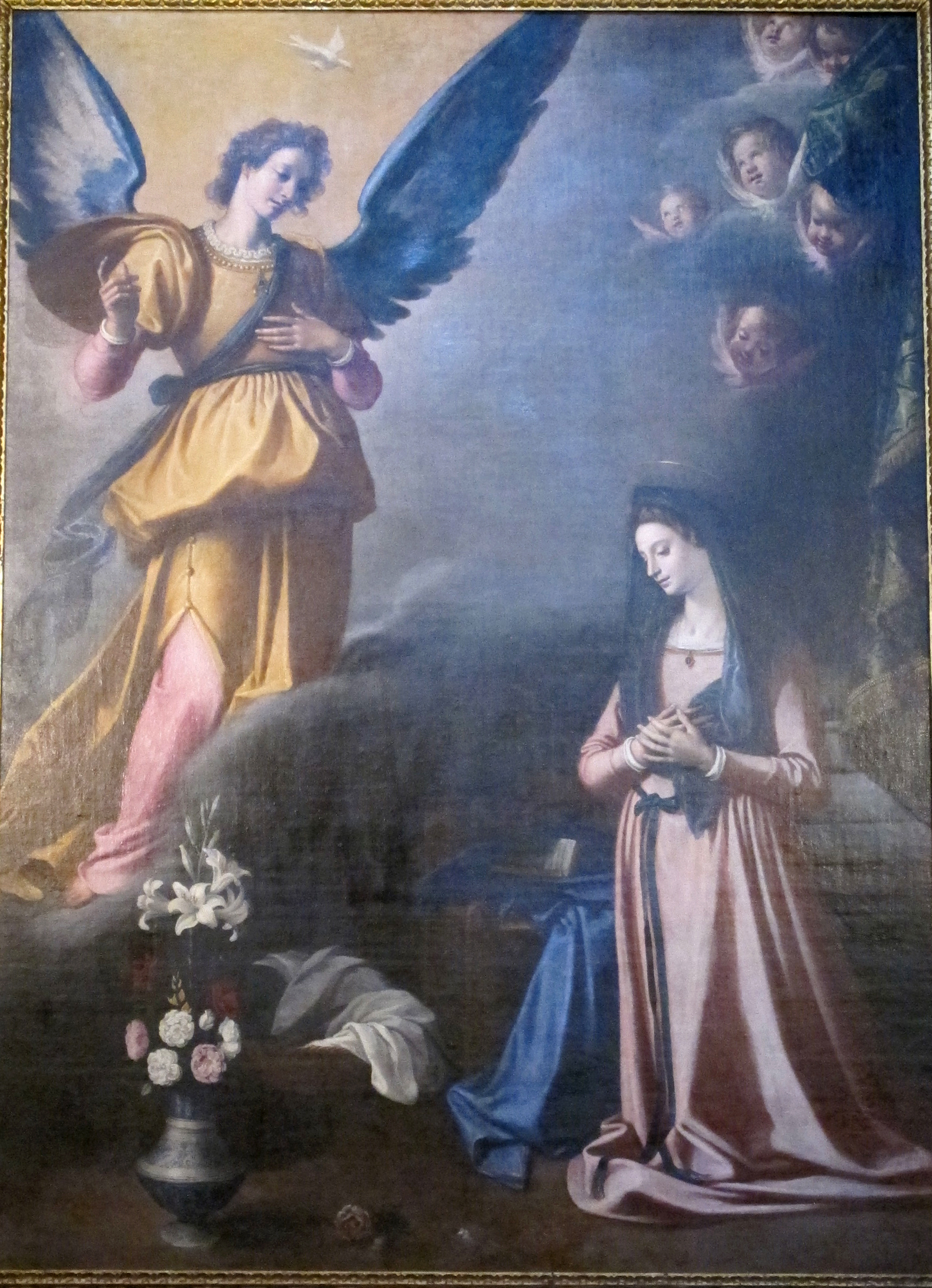
L'Annonciation (1615), couvent San Domenico (Fiesole).

## Biographie
Formé à l'atelier de Maso da San Friano à Florence, Jacopo Chimenti a produit une peinture directement inspirée des maîtres du Cinquecento.
Il se rapproche ensuite du réformisme antimaniériste de Santi di Tito, comme dans la Suzanne au bain de Vienne et l'Annonciation de la sainte-Trinité.
Dans les années 1610-1620, il manifeste un certain intérêt pour les richesses picturales des partisans de Cigoli, comme dans Saint Eloi, Orfèvre des Offices. 
Fasciné par les expériences sur la lumière des caravagesques toscans, il fut aussi un excellent peintre de natures mortes et un extraordinaire dessinateur "d'après nature". Récemment, Alexandre Brown et John Brown ont retrouvé au musée Wicar, à Lille, deux dessins, distinguant les visions d'un même sujet pour chacun des yeux d'un observateur, exécutés par Jacopo Chimenti, anticipant la stéréoscopie qui ne prendra réellement son essor qu'avec la découverte de la photographie au XIXe siècle.
Il tenait son atelier, avec Benedetto da Majano au Palazzo Pasqui de Florence, via dei Servi.

## Œuvres
- Madone en gloire avec saint Luc et saint Yves (1579) - musée du Louvre, Paris
- Suzanne et les Vieillards (1600) toile, 229 × 172 cm[2], Kunsthistorisches Museum, Vienne
- Le Sacrifice d'Isaac (1610-1620), huile sur cuivre, 32 × 25 cm[3], musée des Offices, Florence[4]
- Carlo Borromeo et la famille Rospigliosi (1613) - église San Domenico, Pistoia
- L'Honnêteté de saint Éloi (1614), huile sur toile, 300 × 190 cm, musée des Offices, Florence. Conçu pour l'autel de la Compagnie des Orfèvres (via della Crocetta)[4].
- Saint Yves, protecteur des veuves et des orphelins (1617), huile sur bois, 288 × 212 cm, galerie palatine, Palais Pitti, Florence. Commandé, selon l'inscription au revers par le camerlingue Benedetto Giugni "Magistrat des pupilles", pour décorer le palais des Treize Magistrats[4].
- Michel-Ange présentant son modèle de Saint Laurent à Léon X (1617-1619) -  Casa Buonarroti, Florence
- Tableau de chasse (1620) - Collection privée
- Nature morte au gibier (1621), huile sur toile, 129 × 151 cm, musée des Offices, Florence[4]
- Nature morte au gibier (1624), huile sur toile, 119 × 152 cm, musée des Offices, Florence[4]
- Le Jugement de Midas (1624) - Pistoia
- L'Incrédulité de saint Thomas, vers 1602, plume, encre brune, lavis brun et rehauts de gouache blanche, H. 0,338 ; L. 0,245 m, Beaux-Arts de Paris[5]. Ce dessin est à mettre en relation avec la toile signée et datée de 1602 intitulée L'incrédulité de saint Thomas (musée de la collégiale Empoli). Le dessin des Beaux-Arts est précédé par une série d'études préparatoires conservées aux Offices. D'une facture très achevée, il diffère de l'œuvre peinte par certains détails comme l'absence de saint Pierre derrière Thomas[6].
- Portrait de jeune femme en sainte martyre, dite Sainte Barbe, tout début du XVIIe siècle, pierre noire sur papier préparé gris, 33,7 × 21,5 cm, Beaux-Arts de Paris[7]. Ce dessin est à mettre en relation avec le Portrait de jeune femme en sainte martyre, dite sainte Barbe (collection particulière, Londres). Il est à rapprocher des études conservées aux Offices, préparatoires aux portraits en sainte Barbe (Galerie des Offices, Florence) et sainte Marguerite (Empoli, collection particulière)[8].

Dates non renseignées
- Adoration des bergers (attribué)[9]
- Saint Jean-Baptiste prêchant  - San Niccolò Oltrarno, Florence.
- Le Mariage de Catherine de Médicis et d'Henri IV
- L'Ivresse de Noé[10] - Galerie des Offices, Florence
- Sainte Claire prononçant ses vœux - Musée des Beaux-Arts de Caen, France
- Le Jugement dernier[11]
- Pala della Concezione - San Bartolomeo[12]
- Une peinture au Santuario della Madonna dei Tre Fiumi nel Mugello